# 2022年亞洲運動會開幕式
 2022年亞洲運動會開幕式是2022年杭州亞運的開幕式，於北京時間2023年9月23日晚上於杭州奧體中心體育場舉行。开幕式主题为“潮起亚细亚”。
本次開幕式基於綠色環保理念，不施放實體煙火，改為結合高科技燃放「數位煙火」，為國際大型體育賽事的首次。同时，主火炬也采用了清洁燃料甲烷，实现零碳排放。现场还进行了亚运史上首个数实结合点火仪式。

## 前期準備
2021年7月20日，开幕式主创团队公布。陆川担任开幕式总导演，著名导演沙晓岚任总制作人。
2023年8月29日晚、8月31日晚、9月9日晚，开幕式分别进行三次彩排演练。9月18日晚，杭州亚运开幕式进行最后一次全要素彩排。媒體預告稱，开幕式从中国传统文化中找寻灵感，融入典型的浙江以及杭州符号与意象，借助科技的力量，彰显东方美学的独特吸引力与感染力。整场开幕式設置「国风雅韵」、「钱塘潮涌」、「携手同行」三个篇章，通过“潮起亚细亚”展现新时代中国与亚洲、与世界的文化交融。

## 主持人
杭州亞運開幕式主持人均為中央廣播電視總台主持人：
- 普通話：康輝
- 英語：劉欣

## 開幕式程序

### 暖场表演
暖場表演於下午6時開始，節目包括蹴鞠展演、足球表演、籃球廣場舞、花式跳繩表演等等，表演者分別來自萧山区文化馆、杭州江南实验学校足球队、“浪花奶奶”籃球队、杭州市钱塘实验小学等等。 

### 迎宾
中共中央总书记、中华人民共和国主席习近平、夫人彭丽媛、亚奥理事会代理主席兰迪尔·辛格、国际奥委会主席托马斯·巴赫入场。

### 开场倒计时：《水润秋辉》
启发于良渚文化，场内以敲鼓的形式进行倒计时。

### 中华人民共和国国旗入场，升中华人民共和国国旗，奏唱中华人民共和国国歌
中华人民共和国国旗在《我爱你中国》的合唱中由中国人民解放军仪仗大队护送入场。

### 運動員進場
参赛的45个代表团在《我们的亚细亚》乐曲声中入场，顺序按照26个英文字母顺序。东道主中国代表团入场时，现场演奏《歌唱祖国》。

#### 入場持旗手
| 次序 | 代表團                  | 英文名                                | 旗手                                                        | 參與項目          | 來源   |
| ---- | ----------------------- | ------------------------------------- | ----------------------------------------------------------- | ----------------- | ------ |
| 1    | 阿富汗（AFG）           | Afghanistan                           | 卡米亞·尤蘇菲 Mohsen Rezaee                                 | 田径 跆拳道       | [ 8 ]  |
| 2    | 巴林（BRN）             | Bahrain                               | Maryam Isa Mohamed Abdulhusain                              | 赛艇 手球         | [ 9 ]  |
| 3    | （BAN）                 | Bangladesh                            | 薩賓娜·哈頓 尼亞茲·莫希德                                   | 足球 国际象棋     | [ 10 ] |
| 4    | 不丹（BHU）             | Bhutan                                | Lenchu Kunzang Tandin Wangchuk                              | 射击 柔道         | [ 11 ] |
| 5    | 汶莱（BRU）             | Brunei Darussalam                     | Muhammad Adi Salihin bin Roslan Basma Lachkar               | 武術              | [ 12 ] |
| 6    | 柬埔寨（CAM）           | Cambodia                              | Chhorath Tep                                                | 篮球              | [ 13 ] |
| 7    | 朝鲜（PRK）             | Democratic People's Republic of Korea | 方哲美 樸明元                                               | 拳击 射击         | [ 14 ] |
| 8    | 中国香港（HKG）         | Hong Kong, China                      | 莫宛螢 姚錦成                                               | 武術 七人制橄榄球 | [ 15 ] |
| 9    | 印度（IND）             | India                                 | 洛夫利娜·博尔戈哈因 哈曼普里特·辛格                         | 拳击 曲棍球       | [ 16 ] |
| 10   | 印度尼西亚（INA）       | Indonesia                             | Nandhira Mauriskha Hernanda Zulfi                           | 武術 排球         | [ 17 ] |
| 11   | 伊朗（IRI）             | Islamic Republic of Iran              | 娜希德·基亚尼 賈瓦德·科洛基                                 | 跆拳道 射击       | [ 18 ] |
| 12   | 伊拉克（IRQ）           | Iraq                                  | Sajjad Sehen                                                | 柔道              | [ 19 ] |
| 13   | 日本（JPN）             | Japan                                 | 江村美咲 清水彰人                                           | 击剑 射击         | [ 20 ] |
| 14   | 约旦（JOR）             | Jordan                                | 朱利亚娜·萨迪克 Mohammad Abu Jajeh                          | 跆拳道 拳击       | [ 21 ] |
| 15   | （KAZ）                 | Kazakhstan                            | 娜杰日达·杜博维茨卡娅 Aslanbek Shymbergenov                 | 田径 拳击         | [ 22 ] |
| 16   | 韩国（KOR）             | Republic of Korea                     | 金瑞英 具本佶                                               | 游泳 击剑         | [ 23 ] |
| 17   | 科威特（KUW）           | Kuwait                                | Eman Al-Shamaa 哈立德·穆扎夫                                | 射击              | [ 24 ] |
| 18   | （KGZ）                 | Kyrgyzstan                            | Kamilia Abdyl-Khamitova Kanybek Uulu Onolbek                | 击剑 排球         | [ 25 ] |
| 19   | 老挝（LAO）             | Lao People's Democratic Republic      | Phoutsady Phommachanh Soulisay Sayasan                      | 射击 柔道         | [ 26 ] |
| 20   | 黎巴嫩（LBN）           | Lebanon                               | Laetitia Aoun Munzer Kabbara                                | 跆拳道 游泳       | [ 27 ] |
| 21   | 中国澳门（MAC）         | Macao, China                          | 鄭詠琳 周文顥                                               | 游泳              | [ 28 ] |
| 22   | 马来西亚（MAS）         | Malaysia                              | Sivasangari Subramaniam 莫哈末·沙费道斯·沙隆                | 壁球 自行车       | [ 29 ] |
| 23   | 马尔代夫（MDV）         | Maldives                              | Shameem Fathimath E Hau Imaan Ali                           | 篮球 游泳         | [ 30 ] |
| 24   | 蒙古（MGL）             | Mongolia                              | Ariuntsetseg Bat-Erdene Dölgöön Amaraa                      | 篮球 足球         | [ 31 ] |
| 25   | 缅甸（MYA）             | Myanmar                               | Sandy Oo Swan Yee Htet Naing                                | 武术              | [ 32 ] |
| 26   | 尼泊尔（NEP）           | Nepal                                 | Nima Gharti Magar Bir Bahadur Mahara                        | 武术 跆拳道       | [ 33 ] |
| 27   | 阿曼（OMA）             | Oman                                  | Sami Awadh Said Al-Laun Ibrahim Salim Saleh Saif Al-Muqbali | 曲棍球 射击       | [ 34 ] |
| 28   | 巴基斯坦（PAK）         | Pakistan                              | Nida Dar 吴拉姆·穆斯塔法·巴希尔                             | 板球 射击         | [ 35 ] |
| 29   | 巴勒斯坦（PLE）         | Palestine                             | Vleiry Tarazi Yazan Bawwab                                  | 游泳              | [ 36 ] |
| 30   | 菲律宾（PHI）           | Philippines                           | 马希埃琳·迪达尔 欧内斯特·约翰·奥比纳                        | 滑轮运动 田径     | [ 37 ] |
| 31   | （QAT）                 | Qatar                                 | Maryam Al Buainain Tamim Jamal Al Kuwari                    | 马术 铁人三项     | [ 38 ] |
| 32   | 沙特阿拉伯（KSA）       | Saudi Arabia                          | Dunya Ali Abutaleb Ahmed Al-Sharbatly                       | 跆拳道 马术       | [ 39 ] |
| 33   | 新加坡（SGP）           | Singapore                             | 阿米塔·贝尔蒂尔 林思韦                                      | 击剑 武术         | [ 40 ] |
| 34   | 斯里兰卡（SRI）         | Sri Lanka                             | Gayanthika Abeyratne Anura Rohana                           | 田径 高尔夫       | [ 41 ] |
| 35   | 叙利亚（SYR）           | Syria                                 | Ahmad Ghousoon                                              | 拳击              | [ 42 ] |
| 36   | 中华台北（TPE）         | Chinese Taipei                        | 羅嘉翎 王冠閎                                               | 跆拳道 游泳       | [ 43 ] |
| 37   | （TJK）                 | Tajikistan                            | Malika Lagutenko 捷穆尔·拉希莫夫                            | 射击 柔道         | [ 44 ] |
| 38   | 泰国（THA）             | Thailand                              | Tanyaporn Prucksakorn Weerapon Jongjoho                     | 射击 拳击         | [ 45 ] |
| 39   | 东帝汶（TLS）           | Timor Leste                           | Ana da Costa Delio Anzaqeci Mouzinho                        | 跆拳道 拳击       | [ 46 ] |
| 40   | （TKM）                 | Turkmenistan                          | Maýsa Pardaýewa Merdan Ataýew                               | 柔道 游泳         | [ 47 ] |
| 41   | 阿拉伯联合酋长国（UAE） | United Arab Emirates                  | Ghaya Al-Shuhail Ahmed Al-Mansoori                          | 射击 自行车       | [ 48 ] |
| 42   | （UZB）                 | Uzbekistan                            | 扎伊娜卜·达伊别科娃 穆扎法尔别克·图罗博耶夫                 | 击剑 柔道         | [ 49 ] |
| 43   | 越南（VIE）             | Vietnam                               | 阮氏香 阮辉煌                                               | 射击 游泳         | [ 50 ] |
| 44   | 也门（YEM）             | Yemen                                 | Yasameen Nabil Mohammed Alraimi Omar Ahmed Ali              | 射击 乒乓球       | [ 51 ] |
| 45   | 中国（CHN）             | China                                 | 楊力維 覃海洋                                               | 篮球 游泳         | [ 52 ] |

### 习近平宣布杭州亚运会开幕
中共中央总书记、中华人民共和国主席习近平宣布本届亚运会开幕，随后虚拟烟花通过电视转播呈现。

### 亚奥理事会会旗入场，升亚奥理事会会旗，奏亚奥理事会会歌
亚奥理事会会旗的执旗手是：
- 孙海平：田径运动员、教练员；
- 张蓉芳：排球运动员、中国女排“三连冠”主力队员、中国排球协会副主席；
- 许海峰：射击奥运冠军、中国奥运史上首枚金牌（1984年洛杉矶奥运会男子50米手枪慢射（英语：Shooting at the 1984 Summer Olympics – Men's 50 metre pistol））获得者；
- 叶乔波：速度滑冰运动员、中国首枚冬奥会奖牌（1992年阿尔贝维尔冬奥会女子500米（英语：Speed skating at the 1992 Winter Olympics – Women's 500 metres）银牌）获得者、先后夺得23项世界冠军的速滑运动员；
- 楼云：浙江籍体操运动员、中国第一位连续两届奥运会获得跳马项目金牌（1984年洛杉矶（英语：Gymnastics at the 1984 Summer Olympics – Men's vault）和1988年汉城（英语：Gymnastics at the 1988 Summer Olympics – Men's vault））的体操奥运冠军；
- 郭晶晶：跳水奥运冠军（雅典和北京）、国际泳联世锦赛五连冠获得者；
- 仲满：击剑运动员、中国首位男子击剑奥运冠军（2008年北京奥运会男子个人佩剑）；
- 罗雪娟：浙江籍游泳运动员，2004年雅典奥运会女子100米蛙泳（英语：Swimming at the 2004 Summer Olympics – Women's 100 metre breaststroke）冠军，本届亚运会申办大使。

### 运动员、裁判员宣誓
中国羽毛球运动员，浙江籍运动员郑思维、乒乓球运动员孙颖莎将代表全体运动员宣誓。中国田径裁判杨中民、射击裁判高佳琦代表全体裁判员宣誓。四人均以英语宣誓。

### 短片《相约杭州》
公元前3000多年的良渚先民、公元1202年的临安城民与公元2023年的杭州市民上演古今穿梭的时空对话，体现了杭州的日新月异。

### 文艺表演

#### 上篇《国风雅韵》
舞者在水墨画卷上起舞。随后场内风景变换，展现一派湖光山色的景象，侧舞台上展现了对弈、书画等传统技艺。世界文化遗产京杭大运河亦有展示。

#### 中篇《钱塘潮涌》
充分运用3D威亚技术、3D投影等高科技，展现奔涌不息的钱塘潮以及体育运动的魅力。

#### 下篇《携手同行》
展示当代“绿水青山”的生态美，以及亚洲人民携手同行的理念。浙江传统戏曲越剧在这一环节也进行了展示。

### 场内火炬传递和主火炬点燃仪式
开幕式最后6棒火炬手是：
- 叶诗文：浙江籍游泳运动员，2012年伦敦奥运会女子200米混合泳和女子400米混合泳冠军，世界冠军；
- 樊振东：乒乓球运动员，2020年东京奥运会乒乓球男子团体冠军，世界冠军，国际乒联男单世界排名第一；
- 徐梦桃：自由式滑雪运动员，2022年北京冬奥会自由式滑雪空中技巧金牌获得者；
- 石智勇：浙江籍举重运动员，两届奥运会举重金牌（里约、东京）获得者；
- 李玲蔚：浙江籍羽毛球运动员，退役后担任中国奥委会副主席和国际奥委会委员；
- 汪顺：浙江籍游泳运动员，2020年东京奥运会男子200米混合泳金牌获得者。

在场内实体火炬传递的同时，代表本届亚运会1.05亿“亚运数字火炬手”的巨人“弄潮儿”跨越钱塘江，奔向体育场，与最后一棒火炬手汪顺共同点燃场地一侧灵感来源于钱塘江大潮的主火炬装置，点燃本届亚运会圣火。
开幕式在主题歌《同爱同在》中结束。

## 出席嘉賓
2023年9月21日，中國外交部發言人華春瑩宣布參加杭州亞運開幕式的外賓名單。

### 各方政要
- 中共中央總書記、國家主席、中央軍委主席習近平
- 中國香港行政長官李家超[55]
- 中國澳門行政長官賀一誠[56]
- 立法院前副院長、中國國民黨前主席洪秀柱
- 柬埔寨國王诺罗敦·西哈莫尼
- 敘利亞總統巴沙尔·阿萨德
- 科威特王儲米沙勒
- 尼泊爾總理普拉昌达
- 東帝汶总理夏纳纳·古斯芒
- 馬來西亞国会下议院议长佐哈里阿布都
- 韓國国务总理韩德洙[57]
- 吉尔吉斯斯坦副总理拜萨洛夫
- 卡塔尔焦安亲王
- 约旦亲王费萨尔
- 泰國公主希里婉瓦丽

### 國際組織代表
- 國際奧林匹克委員會主席巴赫
- 亞洲奧林匹克理事會代理主席辛格

### 中方列席人員
- 習近平夫人彭麗媛
- 中共中央政治局常委、中央書記處書記、中央辦公廳主任蔡奇
- 中共中央政治局委員、中央外事工作委員會辦公室主任、外交部部長王毅
- 中共中央政治局委員、中央書記處書記、中央組織部部長李干傑
- 中共中央政治局委員、國務院副總理何立峰
- 中共中央書記處書記、國務委員兼公安部部長王小洪
- 國務委員諶貽琴